# シンデレラガールズトーク ＃うだカフェ
『シンデレラガールズトーク #うだカフェ』は、2019年11月27日からAbemaTVで配信されているバラエティ番組である。番組略称は『うだカフェ』。

## 内容
サイバー・コミュニケーションズとAbemaTVの共同プロジェクトとして企画され、UDAGAWA BASEから毎週水曜日15:30から配信される若者向けバラエティ番組。
SNSやYouTube等で活躍するインフルエンサーやモデルが出演。人物や流行のSNSには映りきらないポイントを検証企画等を通して明らかにする女子会のぞきみバラエティ。
また、オリジナルタイアップ企画を用意し、番組内で広告主の商品・サービスを取り上げることで、広告とは何か、その有効性、効果的なマーケティングを学んでいくSNSリテラシーにも焦点を当てる。
毎週水曜日15時30分よりAbemaSPECIALチャンネルで初回配信を行い、土曜日20時から同チャンネルでリピート配信を行う。
2019年12月25日の第5回をもって最終回。反響によっては2020年よりシーズン2としての再開を予告した。
2020年6月から出演者やコンセプトを引き継いだ『SPRAY! #日本を塗り替えろ』をABEMAで開始。

## 出演者

### MC
- レインボー（ジャンボたかお、池田直人） - 番組内では給仕と説明される。池田は女子キャラクター「ゆり」としても出演。

### イマドキ女子
イメージはカフェの常連客。渡辺はガールズチーフの肩書。
- 渡辺美優紀
- 小室安未
- 古川優香
- ねお - スタジオ出演は12月11日から
- 福田愛依

## 主なコーナー
- 今日のラインナップ - ガールズの気になるトピックスをそれぞれ紹介していく。
- NEO TikTok - ねお、福田らのロケ企画。巣鴨、男子プロレスラーなどTikTokカルチャーと離れているであろう地へ出かけ、“新しい”TikTok動画を撮影する。イラストキャラクター・UDAちゃんが案内役。３回目の放送では、小室さんが気になる人ということで、番組ADの「タピみね」さんが出演。

## スタッフ
- 構成：はしもとこうじ、八代丈寛、中川久嘉
- 編集デザイン：本間恵美
- 美術：ミートクリエイティブ
- フラワーデザイン：Tida Flower
- 音効：岩下康洋（pinpoon）
- CG：榛葉大介
- ロケ技術：レック
- AbemaTV TM：茅野祥子
- 技術：共同テレビジョン
- SW：古谷智樹
- CAM：山田康一、土谷三代、松永大佑、菊島惇子
- VE：谷川博亮
- AUD：大山理沙
- ディレクター：津田英明、藤川悠
- アシスタントプロデューサー：中川佑里
- プロデューサー：佐藤翔、塚本愛、河崎聡太
- 総合演出：天野雄太
- 制作協力：EAST FACTORY
- 制作著作：AbemaTV